# Pennisetum villosum
Espèce
Classification phylogénétique
Pennisetum villosum, l'herbe aux écouvillons, est une des espèces de plantes monocotylédones de la famille des Poaceae (graminées), sous-famille des Panicoideae.
Originaire des régions tropicales du Nord-Est de l'Afrique, elle peut cependant supporter des gels modérés (-5 °C).
Cette espèce est parfois cultivée comme plante ornementale.

## Galerie

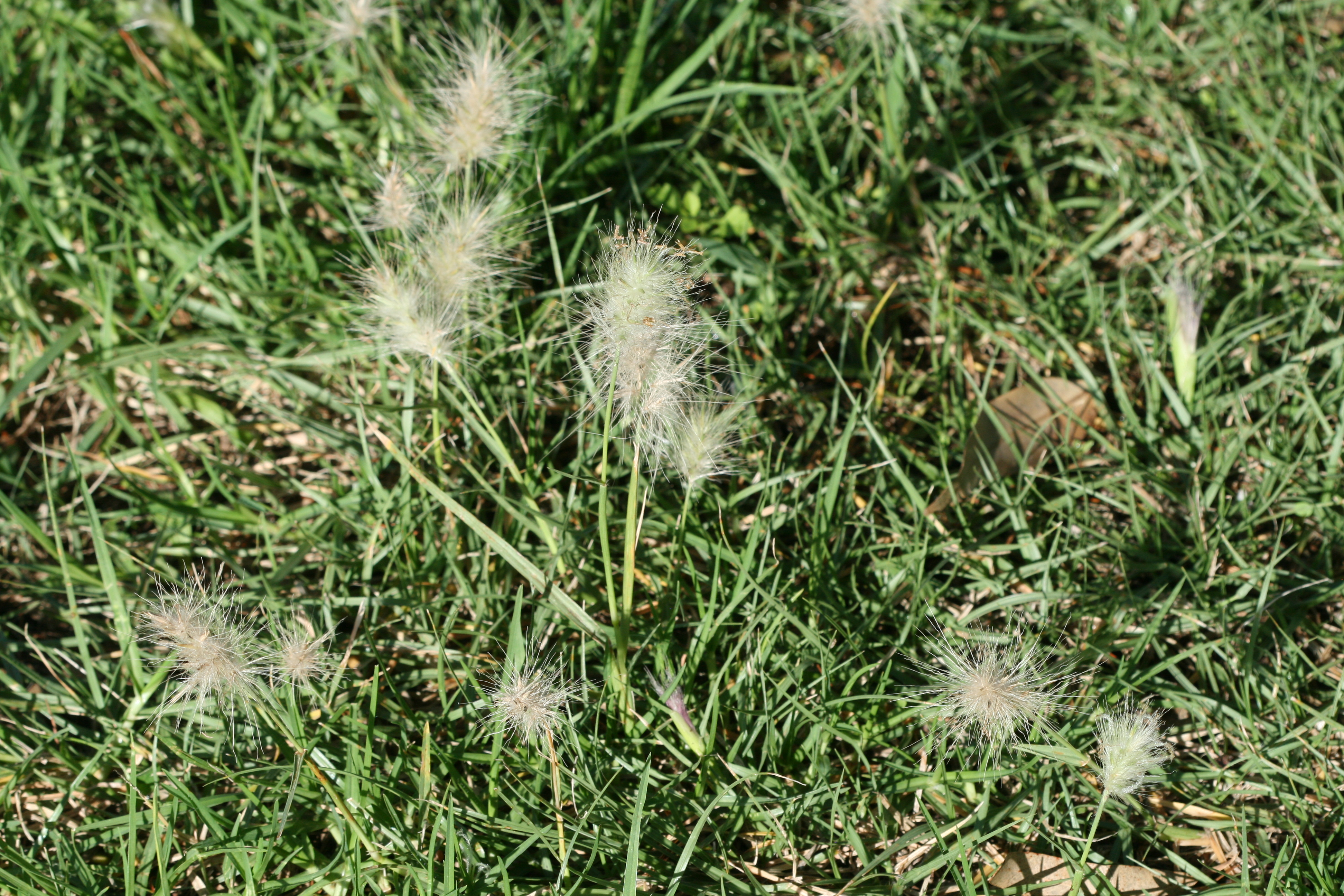

## Synonymes
- Cenchrus villosus
- Pennisetum longistylum hort.